# Равнополь (Павлодарская область)
Равнополь (каз. Равнополь) — село в Успенском районе Павлодарской области Казахстана. Входит в состав Равнопольского сельского округа. Код КАТО — 556455200.

## Население
В 1999 году численность населения села составляла 826 человек (386 мужчин и 440 женщин). По данным переписи 2009 года, в селе проживало 384 человека (173 мужчины и 211 женщин).